# Lista de prêmios e indicações recebidos por Justin Timberlake
Esta é uma lista de prêmios vencidos pelo cantor e ator Justin Timberlake:

## American Music Awards
O American Music Awards é uma das maiores premiações anuais da música norte-americana, e foi criado por Dick Clark em 1973. Justin Timberlake ganhou sete, de 12 indicações.
| Ano  | Recipiente           | Categoria                              | Resultado |
| ---- | -------------------- | -------------------------------------- | --------- |
| 2003 | Justin Timberlake    | Fan Choice Award                       | Nominated |
| 2003 | Justin Timberlake    | Favorite Pop/Rock Male Artist          | Nominated |
| 2003 | Justin Timberlake    | International Artist of the Year Award | Nominated |
| 2003 | Justified            | Favorite Pop/Rock Album                | Won       |
| 2007 | Justin Timberlake    | Favorite Pop/Rock Male Artist          | Won       |
| 2007 | FutureSex/LoveSounds | Favorite Pop/Rock Album                | Won       |
| 2007 | FutureSex/LoveSounds | Favorite Soul/R&B Album                | Won       |
| 2013 | Justin Timberlake    | Artist of the Year                     | Nominated |
| 2013 | Justin Timberlake    | Favorite Pop/Rock Male Artist          | Won       |
| 2013 | Justin Timberlake    | Favorite Soul/R&B Male Artist          | Won       |
| 2013 | The 20/20 Experience | Favorite Pop/Rock Album                | Nominated |
| 2013 | The 20/20 Experience | Favorite Soul/R&B Album                | Won       |

## ASCAP Awards
American Society of Composers, Authors and Publishers é uma organização de "direitos de performance" que protege o direito autoral das obras de seus membros musicais através do monitoramento de performances públicas de suas músicas, seja via broadcasting ou performance ao vivo, e compensando-os de acordo.

### ASCAP Pop Music Awards
| Ano  | Recipiente                         | Certificado          | Resultado |
| ---- | ---------------------------------- | -------------------- | --------- |
| 2003 | "Girlfriend"                       | Most Performed Songs | Won       |
| 2003 | "Gone"                             | Most Performed Songs | Won       |
| 2004 | "Cry Me a River"                   | Most Performed Songs | Won       |
| 2004 | "Rock Your Body"                   | Most Performed Songs | Won       |
| 2007 | "My Love"                          | Most Performed Songs | Won       |
| 2007 | "SexyBack"                         | Most Performed Songs | Won       |
| 2008 | "Give It to Me"                    | Most Performed Songs | Won       |
| 2008 | "My Love"                          | Most Performed Songs | Won       |
| 2008 | "Summer Love/Set The Mood"         | Most Performed Songs | Won       |
| 2008 | "Until The End Of Time"            | Most Performed Songs | Won       |
| 2008 | "What Goes Around... Comes Around" | Most Performed Songs | Won       |
| 2010 | "Dead and Gone"                    | Most Performed Songs | Won       |
| 2011 | "Carry Out"                        | Most Performed Songs | Won       |
| 2014 | "Holy Grail"                       | Most Performed Songs | Won       |
| 2014 | "Mirrors"                          | Most Performed Songs | Won       |
| 2014 | "Suit & Tie"                       | Most Performed Songs | Won       |
| 2015 | "Mirrors"                          | Most Performed Songs | Won       |
| 2015 | "Not a Bad Thing"                  | Most Performed Songs | Won       |

### ASCAP Rhythm & Soul Awards
| Ano  | Recipiente              | Certificado                     | Resultado |
| ---- | ----------------------- | ------------------------------- | --------- |
| 2008 | "My Love"               | Award Winning R&B/Hip-Hop Songs | Won       |
| 2008 | "Until The End of Time" | Award Winning R&B/Hip-Hop Songs | Won       |
| 2010 | "Dead and Gone"         | Award Winning R&B/Hip-Hop Songs | Won       |
| 2010 | "Dead and Gone"         | Award Winning Rap Songs         | Won       |
| 2014 | "Holy Grail"            | Award Winning R&B/Hip-Hop Songs | Won       |
| 2014 | "Suit & Tie"            | Award Winning R&B/Hip-Hop Songs | Won       |
| 2014 | "Take Back the Night"   | Award Winning R&B/Hip-Hop Songs | Won       |
| 2014 | "Holy Grail"            | Top Rap Song                    | Won       |
| 2015 | "Partition"             | Award Winning R&B/Hip-Hop Songs | Won       |

## BET Awards
O BET Awards é uma premiação que foi criada 2001 pela Black Entertainment Television (BET) para premiar artistas afro-americanos da música, atuação,esporte e outras áreas do entretenimento.
| Ano  | Recipiente                | Certificado              | Resultado |
| ---- | ------------------------- | ------------------------ | --------- |
| 2003 | Justin Timberlake         | Best New Artist          | Nominated |
| 2003 | Justin Timberlake         | Best R&B Male Artist     | Nominated |
| 2013 | Justin Timberlake         | Best R&B Male Artist     | Nominated |
| 2013 | "Suit & Tie" (with Jay Z) | Best Collaboration       | Nominated |
| 2013 | "Suit & Tie" (with Jay Z) | Video of the Year        | Nominated |
| 2013 | "Suit & Tie" (with Jay Z) | Viewer's Choice          | Nominated |
| 2014 | Justin Timberlake         | Best Male R&B/Pop Artist | Nominated |
| 2014 | "Holy Grail" (with Jay Z) | Best Collaboration       | Nominated |

### BET Hip Hop Awards
| Ano  | Recipiente                | Certificado                | Resultado |
| ---- | ------------------------- | -------------------------- | --------- |
| 2014 | "Holy Grail" (with Jay Z) | Best Collabo, Duo or Group | Nominated |

## BillboardAwards

### BillboardMusic Awards
Billboard Music Awards, patrocinado pela revista Billboard, é uma cerimônia de entrega de prêmios nos Estados Unidos da América, para homenagear artistas da indústria musical. Justin Timberlake ganhou dez de vinte e uma indicaçôes
| Ano  | Recipiente                    | Certificado                       | Resultado |
| ---- | ----------------------------- | --------------------------------- | --------- |
| 2003 | Justin Timberlake             | Top New Pop Artist                | Won       |
| 2003 | Justin Timberlake             | Top Hot Mainstream Top 40 Artist  | Won       |
| 2003 | Justin Timberlake             | Top Hot Dance Club Play Artist    | Won       |
| 2006 | Justin Timberlake             | Top Pop Artist - Male             | Nominated |
| 2006 | Justin Timberlake             | Top Digital Album Artist          | Nominated |
| 2006 | Justin Timberlake             | Top Hot 100 Singles Artist - Male | Nominated |
| 2006 | FutureSex/LoveSounds          | Top Digital Album                 | Nominated |
| 2014 | Justin Timberlake             | Top Artist                        | Won       |
| 2014 | Justin Timberlake             | Top Male Artist                   | Won       |
| 2014 | Justin Timberlake             | Top Hot 100 Artist                | Nominated |
| 2014 | Justin Timberlake             | Top Radio Songs Artist            | Won       |
| 2014 | Justin Timberlake             | Top R&B Artist                    | Won       |
| 2014 | Justin Timberlake             | Top Billboard 200 Artist          | Won       |
| 2014 | The 20/20 Experience          | Top Billboard 200 Album           | Won       |
| 2014 | The 20/20 Experience          | Top R&B Album                     | Won       |
| 2014 | The 20/20 Experience (2 of 2) | Top R&B Album                     | Nominated |
| 2014 | "Mirrors"                     | Top Radio Song                    | Nominated |
| 2014 | "Suit & Tie" (with Jay Z)     | Top R&B Song                      | Nominated |
| 2014 | "Holy Grail" (with Jay Z)     | Top Rap Song                      | Nominated |
| 2015 | Justin Timberlake             | Top Male Artist                   | Nominated |
| 2015 | Justin Timberlake             | Top Touring Artist                | Nominated |

### Billboard.com Mid-Year Music Awards
The Billboard.com Mid-Year Music Awards, patrocinada pela revista Billboard, é uma cerimônia para reconhecer os artistas, músicas, álbuns e performances favoritos, da primeira metade do ano.Justin Timberlake já foi nomeado sete vezes.
| Ano  | Recipiente                                     | Certificado                                        | Resultado |
| ---- | ---------------------------------------------- | -------------------------------------------------- | --------- |
| 2013 | Justin Timberlake                              | Best Comeback                                      | Nominated |
| 2013 | Justin Timberlake                              | Best Style                                         | Nominated |
| 2013 | Justin Timberlake                              | First-Half MVP                                     | Nominated |
| 2013 | Justin Timberlake                              | Most Overrated Artist                              | Nominated |
| 2013 | The 20/20 Experience                           | Favorite No. 1 Billboard 200 Album                 | Nominated |
| 2013 | The 20/20 Experience – 2 of 2                  | Most Anticipated Music Event of 2013's Second Half | Nominated |
| 2013 | Legends of the Summer Stadium Tour(with Jay Z) | Most Anticipated Music Event of 2013's Second Half | Nominated |

### BillboardTouring Awards
Billboard Touring Awards é uma premiação feita anualmente pela revista Billboard, da qual premia as melhores empresas e artistas, do setor de entretenimento.
| Ano  | Recipiente        | Certificado | Resultado |
| ---- | ----------------- | ----------- | --------- |
| 2014 | Justin Timberlake | Best Tour   | Nominated |
| 2014 | Justin Timberlake | Best Draw   | Nominated |

## Bravo Otto
Bravo Otto Award é uma premiação Alemã, que honra os artistas da televisão, do cinema e da música. Os vencedores são selecionados pelos leitores da revista Bravo, e são distribuídos em Ouro, Prata ou Bronze.
| Ano  | Recipiente        | Certificado | Resultado |
| ---- | ----------------- | ----------- | --------- |
| 2003 | Justin Timberlake | Male Singer | Gold      |
| 2006 | Justin Timberlake | Male Singer | Gold      |
| 2007 | Justin Timberlake | Male Singer | Silver    |

## Brit Awards
Os BRIT Awards, frequentemente chamados de The BRIT's, são os prêmios anuais da música no Reino Unido, fundados pela Indústria Fonográfica Britânica. Justin Timberlake ganhou 3 de 6 indicações.
| Ano  | Recipiente           | Certificado                    | Resultado |
| ---- | -------------------- | ------------------------------ | --------- |
| 2004 | Justin Timberlake    | International Male             | Won       |
| 2004 | Justin Timberlake    | Best Pop Act                   | Nominated |
| 2004 | Justified            | International Album            | Won       |
| 2007 | Justin Timberlake    | International Male Solo Artist | Won       |
| 2007 | FutureSex/LoveSounds | International Album            | Nominated |
| 2014 | Justin Timberlake    | International Male Solo Artist | Nominated |

## Broadcast Film Critics Association
Broadcast Film Critics Association é uma organização de críticos de cinema de Estados Unidos e Canadá, que honra as melhores realizações cinematográficas com o Critics' Choice Movie Award.
| Ano  | Recipiente                                                                    | Certificado          | Resultado |
| ---- | ----------------------------------------------------------------------------- | -------------------- | --------- |
| 2011 | The Social Network                                                            | Best Acting Ensemble | Nominated |
| 2013 | Inside Llewyn Davis for "Please Mr. Kennedy" (with Oscar Isaac & Adam Driver) | Best Song            | Nominated |

## Emmy Awards
O Emmy Award é um prêmio atribuído a programas e profissionais de televisão. É equivalente ao Oscar (para o cinema), o Tony Award (para o teatro), e aos Prêmios Grammy (para a música). Justin Timberlake ganhou quatro prêmios, de oito indicações.
| Ano  | Recipiente | Certificado                                | Resultado |
| ---- | --- | ------------------------------------------ | --------- |
| 2007 | Saturday Night Live for "Dick in a Box"(with Katreese Barnes, Andy Samberg, Akiva Schaffer, Jorma Taccone & Asa Taccone)                           | Outstanding Original Music and Lyrics      | Won       |
| 2009 | 2008 ESPY Awards for "I Love Sports"(with Katreese Barnes, Alex Baze, Dave Drabik,Jonathan Drubner, Rachel Hamilton, Steve Higgins & Kevin Miller) | Outstanding Original Music and Lyrics      | Nominated |
| 2009 | Saturday Night Live for "Motherlover" (with Andy Samberg, Akiva Schaffer, Jorma Taccone, Drew Campbell & Asa Taccone)                              | Outstanding Original Music and Lyrics      | Nominated |
| 2009 | Saturday Night Live | Outstanding Guest Actor in a Comedy Series | Won       |
| 2011 | Saturday Night Live | Outstanding Guest Actor in a Comedy Series | Won       |
| 2011 | Saturday Night Live for "Opening monologue" (with Katreese Barnes, Seth Meyers & John Mulaney)                                                     | Outstanding Original Music and Lyrics      | Won       |
| 2011 | Saturday Night Live for "3-Way (The Golden Rule)" (with Andy Samberg, Akiva Schaffer & Jorma Taccone)                                              | Outstanding Original Music and Lyrics      | Nominated |
| 2013 | Saturday Night Live | Outstanding Guest Actor in a Comedy Series | Nominated |

## Environmental Media Awards
Environmental Media Awards são premiações concedidas pela Environmental Media Association desde 1991 para o melhor filme ou episódio de uma série de televisão com uma mensagem ambiental. Timberlake recebeu o Futures Award pelo seu ecológico curso de golfe, no Tennesse
| Ano  | Recipiente        | Certificado   | Resultado |
| ---- | ----------------- | ------------- | --------- |
| 2011 | Justin Timberlake | Futures Award | Won       |

## Georgia Film Critics Association
Justin ganhou um prêmio da Georgia Film Critics Association
| Ano  | Recipiente           | Certificado        | Resultado |
| ---- | -------------------- | ------------------ | --------- |
| 2014 | Inside Llewyn Davids | Best Original Song | Venceu    |

## GLSEN Annual Respect Awards
Gay, Lesbian and Straight Education Network organizam o anual GLSEN Respect Awards para premiar personalidades e organizações consideradas aliadas à causa da comunidade LGBT.
| Ano  | Recipiente                       | Certificado       | Resultado |
| ---- | -------------------------------- | ----------------- | --------- |
| 2015 | Justin Timberlake e Jessica Biel | Inspiration Award | Won       |

## Golden Globe
Os Prêmios Globo de Ouro são premiações entregues anualmente aos melhores profissionais do cinema e da televisão dentro e fora dos Estados Unidos. O Globo de Ouro é entregue no começo de cada ano (no formato de um jantar para os convidados e indicados), baseando-se nos votos de 93 membros da Associação de Correspondentes Estrangeiros de Hollywood e que são associados com a mídia de fora dos Estados Unidos. A cerimônia é realizada desde 1961 no Hotel Beverly Hilton, em Beverly Hills.
| Ano  | Recipiente | Certificado        | Resultado |
| ---- | --- | ------------------ | --------- |
| 2014 | Inside Llewyn Davis for "Please Mr. Kennedy" (with Ed Rush, George Cromarty, T Bone Burnett & Joel Coen and Ethan Coen) | Best Original Song | Nominated |

## Grammy Awards
Grammy Award é o maior e mais prestigioso prêmio da indústria musicalmundial, presenteado anualmente pela National Academy of Recording Arts and Sciences dos Estados Unidos, honrando conquistas na arte de gravação musical e provendo suporte à comunidade da indústria musical. O prêmio é considerado o Óscar da música. Justin Timberlake ganhou 9 prêmios, de 29 indicações. Ele tem, também, 8 indicações adicionais, pelo NSYNC.
| Ano  | Recipiente                                       | Certificado                        | Resultado |
| ---- | ------------------------------------------------ | ---------------------------------- | --------- |
| 2002 | "My Kind of Girl" (with Brian McKnight)          | Best Pop Collaboration with Vocals | Nominated |
| 2003 | "Like I Love You" (with Clipse)                  | Best Rap/Sung Collaboration        | Nominated |
| 2004 | Justified                                        | Album of the Year                  | Nominated |
| 2004 | Justified                                        | Best Pop Vocal Album               | Won       |
| 2004 | "Cry Me a River"                                 | Best Male Pop Vocal Performance    | Won       |
| 2004 | "Where Is the Love?" (with The Black Eyed Peas)  | Record of the Year                 | Nominated |
| 2004 | "Where Is the Love?" (with The Black Eyed Peas)  | Best Rap/Sung Collaboration        | Nominated |
| 2007 | FutureSex/LoveSounds                             | Album of the Year                  | Nominated |
| 2007 | FutureSex/LoveSounds                             | Best Pop Vocal Album               | Nominated |
| 2007 | "My Love" (with T.I.)                            | Best Rap/Sung Collaboration        | Won       |
| 2007 | "SexyBack"                                       | Best Dance Recording               | Won       |
| 2008 | "Ayo Technology" (with 50 Cent)                  | Best Rap Song                      | Nominated |
| 2008 | "Give It to Me" (with Timbaland & Nelly Furtado) | Best Pop Collaboration with Vocals | Nominated |
| 2008 | "LoveStoned/I Think She Knows"                   | Best Dance Recording               | Won       |
| 2008 | "What Goes Around... Comes Around"               | Record of the Year                 | Nominated |
| 2008 | "What Goes Around... Comes Around"               | Best Male Pop Vocal Performance    | Won       |
| 2009 | "4 Minutes" (with Madonna)                       | Best Pop Collaboration with Vocals | Nominated |
| 2010 | "Dead and Gone" (with T.I.)                      | Best Rap Song                      | Nominated |
| 2010 | "Dead and Gone" (with T.I.)                      | Best Rap/Sung Collaboration        | Nominated |
| 2010 | "Love Sex Magic" (with Ciara)                    | Best Pop Collaboration with Vocals | Nominated |
| 2014 | The 20/20 Experience – The Complete Experience   | Best Pop Vocal Album               | Nominated |
| 2014 | "Mirrors"                                        | Best Pop Solo Performance          | Nominated |
| 2014 | "Suit & Tie" (with Jay Z)                        | Best Pop Duo/Group Performance     | Nominated |
| 2014 | "Suit & Tie" (with Jay Z)                        | Best Music Video                   | Won       |
| 2014 | "Pusher Love Girl"                               | Best R&B Song                      | Won       |
| 2014 | "Holy Grail" (with Jay Z)                        | Best Rap/Sung Collaboration        | Won       |
| 2014 | "Holy Grail" (with Jay Z)                        | Best Rap Song                      | Nominated |
| 2015 | Beyoncé (as producer)                            | Album of the Year                  | Nominated |
| 2015 | G I R L (as featured artist)                     | Album of the Year                  | Nominated |

## Hasty Pudding Theatricals
Hasty Pudding Theatricals é sociedade teatral estudantil da Universidade de Harvard.
| Ano  | Recipiente        | Certificado     | Resultado |
| ---- | ----------------- | --------------- | --------- |
| 2010 | Justin Timberlake | Man of The Year | Venceu    |

## Hollywood Film Festival
O Hollywood Film Festival é um festival anual de cinema, localizado em Los Angeles. Ele foi criado para fazer uma conexão  entre os estúdios de Hollywood, com diretores independentes, e toda a comunidade criativa global, para assim, honrar as excelências na arte da filmagem.
| Ano  | Recipiente         | Certificado          | Resultado |
| ---- | ------------------ | -------------------- | --------- |
| 2010 | The Social Network | Ensemble Of The Year | Won       |

## Houston Film Critics Society Awards
Prêmio dado pela organização sem fins lucrativos, para os melhores filmes do ano.
| Ano  | Recipiente          | Certificado        | Resultado |
| ---- | ------------------- | ------------------ | --------- |
| 2013 | Inside Llewyn Davis | Best Original Song | Venceu    |

## IFPI Hong Kong Top Sales Music Award
apresentado pela "International Federation of the Phonographic Industry" representando a indústria fonográfica de Hong Kong.
| Ano  | Recipiente           | Certificado                      | Resultado |
| ---- | -------------------- | -------------------------------- | --------- |
| 2006 | FutureSex/LoveSounds | Ten Best Sales Releases, Foreign | Won       |

## iHeartRadio Music Awards
O iHeartRadio Music Awards é uma cerimônia Americana, criada em 2014 pela IHeart Radio. Justin Timberlake foi o primeiro ganhador do "Prêmio Inovador".
| Ano  | Recipiente                 | Certificado                  | Resultado |
| ---- | -------------------------- | ---------------------------- | --------- |
| 2014 | Justin Timberlake          | Artist of the Year           | Nominated |
| 2014 | "Mirrors"                  | Song of the Year             | Nominated |
| 2014 | "Suit & Tie" (feat. Jay Z) | Best Collaboration           | Nominated |
| 2014 | "Holy Grail" (with Jay Z)  | Best Collaboration           | Nominated |
| 2014 | "Holy Grail" (with Jay Z)  | Hip Hop/R&B Song of the Year | Nominated |
| 2015 | Justin Timberlake          | Innovator Award              | Won       |

## InStyleSocial Media Awards
Prêmios dados pela revista InStyle.
| Ano  | Recipiente        | Certificado              | Resultado |
| ---- | ----------------- | ------------------------ | --------- |
| 2014 | Justin Timberlake | The Sexiest Man of Style | Won       |

## Memphis Music Hall of Fame
Em 2015, Justin Timberlake foi introduzido para o Memphis Music Hall of Fame, museu administrado pelo "Memphis Rock N' Soul Museum". Justin é o membro mais jovem da organização.
| Ano  | Recipiente        | Certficado      | Resultado |
| ---- | ----------------- | --------------- | --------- |
| 2015 | Justin Timberlake | Mike Curb Award | Won       |

## Meteor Ireland Music Awards
O Meteor Ireland Music Awards é uma cerimônia anual da IRMA. 
| Ano  | Recipiente        | Certificado               | Resultado |
| ---- | ----------------- | ------------------------- | --------- |
| 2004 | Justin Timberlake | Best Male Singer          | Won       |
| 2007 | Justin Timberlake | International Male Artist | Won       |

## MTV Awards

### MTV Australia Awards
MTV Austrália Awards começou em 2005 na Austrália e é a primeira premiação para artistas locais e internacionais
| Ano  | Recipiente                 | Certificado | Resultado |
| ---- | -------------------------- | ----------- | --------- |
| 2009 | "4 Minutes" (with Madonna) | Best Moves  | Nominated |

### MTV Europe Music Awards
MTV Europe Music Awards é uma premiação de música, que ocorre anualmente, no mês de novembro. Foi estabelecido em 1994 pela MTV Europe, para celebrar os artistas, músicas e videoclipes mais populares na Europa. Originalmente começou como uma alternativa e até revanche do MTV Video Music Awards criado em 1984. Atualmente o evento já teve 20 edições, é considerado o segundo prêmio mais importante da MTV. Justin Timberlake recebeu cinco, de vinte indicações.
| Ano  | Recipiente                                   | Certificado   | Resultado |
| ---- | -------------------------------------------- | ------------- | --------- |
| 2003 | Justin Timberlake                            | Best New Act  | Nominated |
| 2003 | Justin Timberlake                            | Best Male     | Won       |
| 2003 | Justin Timberlake                            | Best Pop      | Won       |
| 2003 | Justified                                    | Best Album    | Won       |
| 2003 | "Cry Me a River"                             | Best Song     | Nominated |
| 2005 | "Signs" (with Snoop Dogg and Charlie Wilson) | Best Song     | Nominated |
| 2006 | Justin Timberlake                            | Best Male     | Won       |
| 2006 | Justin Timberlake                            | Best Pop      | Won       |
| 2007 | Justin Timberlake                            | Best Live Act | Nominated |
| 2007 | Justin Timberlake                            | Best Solo     | Nominated |
| 2007 | Justin Timberlake                            | Best Urban    | Nominated |
| 2007 | "What Goes Around... Comes Around"           | Video Star    | Nominated |
| 2008 | "4 Minutes" (with Madonna)                   | Video Star    | Nominated |
| 2013 | Justin Timberlake                            | Best Male     | Nominated |
| 2013 | Justin Timberlake                            | Best Live Act | Nominated |
| 2013 | Justin Timberlake                            | Best Look     | Nominated |
| 2013 | Justin Timberlake                            | Best US Act   | Nominated |
| 2013 | "Mirrors"                                    | Best Video    | Nominated |
| 2014 | Justin Timberlake                            | Best Male     | Nominated |
| 2014 | Justin Timberlake                            | Best Live Act | Nominated |

### MTV Movie Awards
O MTV Movie Awards é um programa de entrega de prêmios de cinema apresentado anualmente pela MTV. Os vencedores são decididos pela escolha do público, que pode votar pelo site oficial da emissora.
| Ano  | Recipiente         | Certificado                   | Resultado |
| ---- | ------------------ | ----------------------------- | --------- |
| 2007 | Alpha Dog          | Best Breakthrough Performance | Nominated |
| 2011 | The Social Network | Best Line From a Movie        | Nominated |

### MTV Video Music Awards
MTV Video Music Awards (acrônimo VMA) é uma das maiores premiações da música americana criada em 1984 pela MTV, de forma a enaltecer os melhores videoclipes do ano. Justin Timberlake ganhou 11 de 23 indicações, entre eles o Michael Jackson Video Vanguard Award, se tornando um dos maiores vencedores da premiação.
| Ano  | Recipiente                                       | Certificado                          | Resultado |
| ---- | ------------------------------------------------ | ------------------------------------ | --------- |
| 2003 | "Cry Me a River"                                 | Best Direction in a Video            | Nominated |
| 2003 | "Cry Me a River"                                 | Best Pop Video                       | Won       |
| 2003 | "Cry Me a River"                                 | Best Male Video                      | Won       |
| 2003 | "Cry Me a River"                                 | Video of the Year                    | Nominated |
| 2003 | "Cry Me a River"                                 | Viewer's Choice                      | Nominated |
| 2003 | "Rock Your Body"                                 | Best Choreography in a Video         | Nominated |
| 2003 | "Rock Your Body"                                 | Best Dance Video                     | Won       |
| 2004 | "Señorita"                                       | Best Male Video                      | Nominated |
| 2007 | Justin Timberlake                                | Male Artist of the Year              | Won       |
| 2007 | Justin Timberlake                                | Quadruple Threat of the Year         | Won       |
| 2007 | "My Love" (feat. T.I.)                           | Best Choreography in a Video         | Won       |
| 2007 | "SexyBack" (featuring Timbaland)                 | Most Earthshattering Collaboration   | Nominated |
| 2007 | "What Goes Around... Comes Around"               | Best Director                        | Won       |
| 2007 | "What Goes Around... Comes Around"               | Best Editing in a Video              | Nominated |
| 2007 | "What Goes Around... Comes Around"               | Video of the Year                    | Nominated |
| 2013 | "Mirrors"                                        | Best Pop Video                       | Nominated |
| 2013 | "Mirrors"                                        | Best Male Video                      | Nominated |
| 2013 | "Mirrors"                                        | Video of the Year                    | Won       |
| 2013 | "Mirrors"                                        | Best Editing                         | Won       |
| 2013 | "Suit & Tie" (featuring Jay Z)                   | Best Collaboration                   | Nominated |
| 2013 | "Suit & Tie" (featuring Jay Z)                   | Best Direction                       | Won       |
| 2013 | Himself                                          | Michael Jackson Video Vanguard Award | Won       |
| 2014 | "Love Never Felt So Good" (with Michael Jackson) | Best Choreography                    | Nominated |

### MTV Video Music Awards Japan
O MTV Video Music Awards Japan é a versã japonesa ds VMAs.
| Ano  | Recipiente            | Certificado        | Resultado |
| ---- | --------------------- | ------------------ | --------- |
| 2003 | "Like I Love You"     | Best Male Video    | Nominated |
| 2003 | "Like I Love You"     | Best Pop Video     | Nominated |
| 2004 | "Rock Your Body"      | Best Male Video    | Nominated |
| 2007 | "SexyBack"            | Best Male Video    | Nominated |
| 2009 | "4 Minutes"           | Best Collaboration | Nominated |
| 2014 | "Take Back the Night" | Best Male Video    | Nominated |
| 2014 | "Take Back the Night" | Best Choreography  | Nominated |

## MuchMusic Video Awards
O MuchMusic Video Awards ou MMVA é uma das principais premiações do Canadá, realizado anualmente pelo canal MuchMusic.
| Ano  | Recipiente                         | Certificado                              | Resultado |
| ---- | ---------------------------------- | ---------------------------------------- | --------- |
| 2007 | "What Goes Around... Comes Around" | International Video of the Year - Artist | Nominated |
| 2008 | "4 Minutes" (with Madonna)         | International Video of the Year - Artist | Nominated |
| 2013 | "Mirrors"                          | International Video of the Year - Artist | Nominated |

## NAACP Image Award
NAACP Image Awards é uma premiação concedida anualmente, desde 1970, pela National Association for the Advancement of Colored People (NAACP, em português: Associação Nacional para o Progresso de Pessoas de Cor) para os afro-americanos mais influentes do cinema, televisão e música do ano. 
| Ano  | Recipiente                                       | Certificado                                      | Resultado |
| ---- | ------------------------------------------------ | ------------------------------------------------ | --------- |
| 2011 | The Social Network                               | Outstanding Supporting Actor in a Motion Picture | Nominated |
| 2014 | Himself                                          | Outstanding Male Artist                          | Nominated |
| 2014 | The 20/20 Experience                             | Outstanding Album                                | Nominated |
| 2014 | "Suit & Tie" (with Jay Z)                        | Outstanding Duo or Group                         | Nominated |
| 2015 | "Love Never Felt So Good" (with Michael Jackson) | Outstanding Music Video                          | Nominated |
| 2015 | "Brand New" (with Pharrell Williams)             | Outstanding Duo or Group                         | Nominated |

## Nickelodeon Kid's Choice Awards
O Kids' Choice Awards é uma premiação do cinema, televisão, e música americana. Criado em 1988 pelo canal de tv a cabo Nickelodeon. Atualmente é a maior premiação infantil do planeta.
| Ano  | Recipiente        | Certificado          | Resultado |
| ---- | ----------------- | -------------------- | --------- |
| 2003 | Justin Timberlake | Favorite Male Singer | Nominated |
| 2004 | Justin Timberlake | Favorite Male Singer | Nominated |
| 2007 | Justin Timberlake | Favorite Male Singer | Won       |
| 2008 | Justin Timberlake | Favorite Male Singer | Nominated |
| 2011 | Justin Timberlake | Big Help Award       | Won       |
| 2014 | Justin Timberlake | Favorite Male Singer | Won       |
| 2014 | Justin Timberlake | KCA Fan Army         | Nominated |
| 2015 | Justin Timberlake | Favorite Male Singer | Nominated |

## NRJ Music Awards
O NRJ Music Awards, foi criado em 2000 pela rádio NRJ em parceria com o canal de televisão TF1. A premiação acontece anualmente em meados de Janeiro em Cannes.
| Ano  | Recipiente        | Certificado                           | Resultado |
| ---- | ----------------- | ------------------------------------- | --------- |
| 2003 | Justin Timberlake | International Male Artist of the Year | Won       |
| 2006 | Justin Timberlake | International Male Artist of the Year | Won       |
| 2007 | Justin Timberlake | International Male Artist of the Year | Won       |
| 2014 | Justin Timberlake | International Male Artist of the Year | Nominated |

## Palm Springs International Film Festival
O Festival Internacional de Cinema de Palm Springs (no original em inglês Palm Springs International Film Festival) é um festival de cinema realizado em Palm Springs, Califórnia.
| Ano  | Recipiente         | Certificado   | Resultado |
| ---- | ------------------ | ------------- | --------- |
| 2011 | The Social Network | Ensemble Cast | Won       |

## People's Choice Awards
People's Choice Awards é uma premiação que reconhece as pessoas, músicas e séries da cultura popular. Foi criada pelo produtor Bob Stivers e é exibida desde 1975 pela CBS.
| Ano  | Recipiente                        | Certificado              | Resultado |
| ---- | --------------------------------- | ------------------------ | --------- |
| 2007 | "SexyBack"                        | Favorite R&B Song        | Won       |
| 2008 | "What Goes Around...Comes Around" | Favorite Pop Song        | Won       |
| 2008 | "Give It to Me"                   | Favorite Hip-Hop Song    | Won       |
| 2008 | Himself                           | Favorite Male Singer     | Won       |
| 2009 | "4 Minutes"                       | Favorite Combined Forces | Nominated |
| 2014 | Himself                           | Favorite Male Artist     | Won       |
| 2014 | Himself                           | Favorite Pop Artist      | Nominated |
| 2014 | Himself                           | Favorite R&B Artist      | Won       |
| 2014 | The 20/20 Experience              | Favorite Album           | Won       |
| 2014 | "Mirrors"                         | Favorite Song            | Nominated |

## Pollstar Awards
O Pollstar Concert Industry Awards é realizado anualmente pela Pollstar, para premiar os melhores na indústria de shows e concertos.
| Ano  | Recipiente        | Certificado                    | Resultado |
| ---- | ----------------- | ------------------------------ | --------- |
| 2003 | Justin Timberlake | Most Creative Tour Package     | Nominated |
| 2003 | Justin Timberlake | Most Creative Stage Production | Nominated |
| 2007 | Justin Timberlake | Major Tour of the Year         | Nominated |
| 2007 | Justin Timberlake | Most Creative Tour Package     | Won       |
| 2007 | Justin Timberlake | Most Creative Stage Production | Won       |
| 2014 | Justin Timberlake | Major Tour of the Year         | Nominated |
| 2014 | Justin Timberlake | Most Creative Stage Production | Nominated |

## Radio Disney Music Awards
A Radio Disney Music Awards (RDMA) é uma premiação anual realizada pelaRadio Disney, uma rede de rádio americana. Desde 2014, a cerimônia começou a ser transmitida pelo Disney Channel.
| Ano  | Recipente         | Certificado          | Resultado |
| ---- | ----------------- | -------------------- | --------- |
| 2003 | Justin Timberlake | Male with Most Style | Won       |
| 2014 | Justin Timberlake | Best Male Artist     | Won       |

## San Diego Film Critics Society
San Diego Film Critics Society é uma organização de críticos de cinema de San Diego, Califórnia.
| Ano  | Recipiente         | Certificado                     | Resultado |
| ---- | ------------------ | ------------------------------- | --------- |
| 2010 | The Social Network | Best Performance by an Ensemble | Nominated |

## Screen Actors Guild Award
Os Prémios Screen Actors Guild (no original em inglês Screen Actors Guild Awards também conhecido como SAG Awards) são prêmios anuais promovidos pelo sindicato americano de atores Screen Actors Guild que distinguem a excelência em cinema e televisão.
| Ano  | Recipiente         | Certificado                                           | Resultado |
| ---- | ------------------ | ----------------------------------------------------- | --------- |
| 2011 | The Social Network | Outstanding Performance by a Cast in a Motion Picture | Nominated |

## Silver Clef Awards
O Silver Clef Awards é uma premiação musical britânica anual.
| Ano  | Recipiente        | Certificado   | Resultado |
| ---- | ----------------- | ------------- | --------- |
| 2014 | Justin Timberlake | Best Live Act | Won       |

## Soul Train Music Awards
O Soul Train Music Awards é uma premiação musical realizada todos os anos, é organizado pela Soul Train, um programa que leva seu nome. O prêmio é direcionado a artistas de diversos estilos musicais em especial os de R&B.
| Ano  | Recipiente                                       | Certificado                               | Resultado |
| ---- | ------------------------------------------------ | ----------------------------------------- | --------- |
| 2003 | Justified                                        | Best R&B/Soul Album - Male                | Nominated |
| 2003 | "Like I Love You" (feat. Clipse)                 | Best R&B/Soul Single - Male               | Nominated |
| 2013 | The 20/20 Experience                             | Album of the Year                         | Nominated |
| 2013 | "Suit & Tie" (feat. Jay Z)                       | Best Dance Performance                    | Nominated |
| 2013 | "Suit & Tie" (feat. Jay Z)                       | Song of the Year                          | Nominated |
| 2013 | "Holy Grail" (with Jay Z)                        | Best Hip Hop Song of the Year             | Nominated |
| 2013 | "Mirrors"                                        | The Ashford and Simpson Songwriters Award | Nominated |
| 2014 | "Love Never Felt So Good" (with Michael Jackson) | Song of the Year                          | Nominated |
| 2014 | "Love Never Felt So Good" (with Michael Jackson) | Best Collaboration                        | Nominated |

## Spike Guys' Choice Awards
O Spike Guys' Choice Awards é uma premiação produzida pela pelo canal Spike.
| Ano  | Recipiente        | Certificado                               | Resultado |
| ---- | ----------------- | ----------------------------------------- | --------- |
| 2007 | Justin Timberlake | Troops Choice for Entertainer of the Year | Won       |

## Teen Choice Awards
Teen Choice Awards é uma premiação que tem como foco principal os adolescentes, as cerimônias são apresentadas anualmente pela FOX. A primeira cerimônia ocorreu em 1999. As categorias são baseadas nas realizações do ano, seja em música, filme, esporte, televisão, moda e muito mais, os vencedores são decididos por meio de votos, os jovens e adolescentes representam a maioria dos eleitores. Justin Timberlake ganhou dez de quarenta e quatro indicações.
| Ano  | Recipiente                         | Certificado                         | Resultado |
| ---- | ---------------------------------- | ----------------------------------- | --------- |
| 2000 | Justin Timberlake                  | Choice Hottie Male                  | Won       |
| 2001 | Justin Timberlake                  | Choice Hottie Male                  | Won       |
| 2002 | Justin Timberlake                  | Choice Hottie Male                  | Won       |
| 2003 | Justin Timberlake                  | Choice Music: Male Artist           | Nominated |
| 2003 | Justin Timberlake                  | Choice Music: Breakout Artist       | Nominated |
| 2003 | Justin Timberlake                  | Choice Music: R&B/Hip-Hop Artist    | Nominated |
| 2003 | Justin Timberlake                  | Choice Hottie Male                  | Nominated |
| 2003 | Justin Timberlake                  | Choice Fashion Icon: Male           | Nominated |
| 2003 | Justified                          | Choice Music: Album                 | Nominated |
| 2003 | "Cry Me a River"                   | Choice Music: Single                | Nominated |
| 2003 | "Cry Me a River"                   | Choice Music: Collaboration         | Nominated |
| 2003 | "Like I Love You"                  | Choice Music: R&B/Hip-Hop Track     | Won       |
| 2004 | Justin Timberlake                  | Choice Music: Male Artist           | Won       |
| 2007 | Alpha Dog                          | Choice Movie Breakout Star – Male   | Nominated |
| 2007 | "What Goes Around... Comes Around" | Choice Music: Payback Track         | Won       |
| 2007 | Justin Timberlake                  | Choice Music: Male Artist           | Won       |
| 2007 | Justin Timberlake                  | Ultimate Choice Award               | Won       |
| 2007 | "Give It to Me"                    | Choice Music: Single                | Nominated |
| 2009 | "Love Sex Magic"                   | Choice Music: Hook Up               | Nominated |
| 2010 | Justin Timberlake                  | Activist                            | Nominated |
| 2010 | Justin Timberlake                  | Choice Red Carpet Fashion Icon Male | Nominated |
| 2011 | Bad Teacher                        | Actor Comedy                        | Won       |
| 2011 | Yogi Bear                          | Animation Voice                     | Nominated |
| 2011 | Justin Timberlake                  | Red Carpet Fashion Icon             | Nominated |
| 2011 | The Social Network                 | Scene Stealer Male                  | Nominated |
| 2011 | Friends with Benefits              | Summer Movie Star                   | Nominated |
| 2012 | In Time                            | Movie Actor Drama                   | Nominated |
| 2012 | Justin Timberlake                  | Red Carpet Fashion Icon             | Nominated |
| 2013 | Justin Timberlake                  | Choice Music: Male Artist           | Nominated |
| 2013 | Justin Timberlake                  | Choice Summer Music Star: Male      | Nominated |
| 2013 | "Mirrors"                          | Choice Love Song                    | Nominated |
| 2013 | "Suit & Tie"                       | Choice Single: Male Artist          | Nominated |
| 2013 | Legends of the Summer Tour         | Choice Summer Tour                  | Nominated |
| 2014 | Justin Timberlake                  | Choice Music: Male Artist           | Nominated |
| 2014 | Justin Timberlake                  | Choice Music: R&B/Hip Hop Artist    | Nominated |
| 2014 | Justin Timberlake                  | Choice Social Media King            | Nominated |
| 2014 | "Not a Bad Thing"                  | Choice Love Song                    | Nominated |
| 2014 | The 20/20 Experience World Tour    | Choice Summer Tour                  | Nominated |
| 2015 | Justin Timberlake                  | Social Media King                   | Nominated |
| 2015 | Justin Timberlake                  | Choice Twit                         | Nominated |
| 2016 | Cant Stop The Feeling!             | Choice Party Song                   | Nominated |
| 2016 | Cant Stop The Feeling!             | Choice Song From a Movie or TV Show | Nominated |
| 2016 | Cant Stop The Feeling!             | Choice Summer Song                  | Nominated |
| 2016 | Justin Timberlake                  | Decade Award                        | Won       |

## Vevo Certified Award
O Vevo Certified Award premia os videos dos cantores que atingem mais de 100 milhões de visualizações.
| Ano  | Recipiente                                    | Categoria       | Resultado |
| ---- | --------------------------------------------- | --------------- | --------- |
| 2013 | Mirrors                                       | Certified Award | Venceu    |
| 2014 | Rehab (ft. Rihanna)                           | Certified Award | Venceu    |
| 2014 | What Goes Around... Comes Around              | Certified Award | Venceu    |
| 2015 | Love Never Felt So Good (ft. Michael Jackson) | Certified Award | Venceu    |
| 2015 | Carry Out (ft. Timbaland)                     | Certified Award | Venceu    |
| 2015 | Cry Me A River                                | Certified Award | Venceu    |
| 2016 | Suit & Tie                                    | Certified Award | Venceu    |
| 2016 | Can't Stop the Feeling!                       | Certified Award | Venceu    |
| 2016 | SexyBack                                      | Certified Award | Venceu    |

## Vibe Music Awards
The Vibe Music Awards é uma cerimônia de música e entretenimento, fundada pelo produtor Quincy Jones.
| Ano  | Recipiente | Certificado       | Resultado |
| ---- | ---------- | ----------------- | --------- |
| 2003 | Justified  | Album of the Year | Nominated |

## Washington D.C. Area Film Critics Association
Washington D.C. Area Film Critics Association é uma organização de críticos de cinema de Washington D.C., Estados Unidos.
| Ano  | Recipiente         | Certificado   | Resultado |
| ---- | ------------------ | ------------- | --------- |
| 2010 | The Social Network | Best Ensemble | Nominated |

## World Music Awards
O World Music Awards é uma premiação anual, que premia os "destaques da indústria musical de todo o mundo", baseados em sua popularidade e recordes de vendas por trabalho. Foi criada em 1989 por incentivo de Alberto II, príncipe de Mônaco em parceria com a Federação Internacional da Indústria Fonográfica (IFPI). Após três anos de hiato, o prêmio voltou a ser apresentado em 2014.
| Ano  | Recipiente            | Certificado                               | Resultado |
| ---- | --------------------- | ----------------------------------------- | --------- |
| 2007 | Justin Timberlake     | World's Best Selling American Artist      | Won       |
| 2007 | Justin Timberlake     | World's Best Selling Pop Male Artist      | Won       |
| 2014 | Justin Timberlake     | World's Best Entertainer of the Year      | Nominated |
| 2014 | Justin Timberlake     | World's Best Male Artist                  | Nominated |
| 2014 | The 20/20 Experience  | World's Best Album                        | Nominated |
| 2014 | "Suit & Tie"          | World's Best Song                         | Nominated |
| 2014 | "Mirrors"             | World's Best Song                         | Nominated |
| 2014 | "Mirrors"             | World's Best Video                        | Nominated |
| 2014 | Justin Timberlake     | World's Best-selling Pop Rock Male Artist | Won       |
| 2014 | "Holy Grail"          | World's Best Song                         | Nominated |
| 2014 | "Holy Grail"          | World's Best Video                        | Nominated |
| 2014 | "Take Back the Night" | World's Best Song                         | Nominated |
| 2014 | "TKO"                 | World's Best Song                         | Nominated |
| 2014 | "Tunnel Vision"       | World's Best Song                         | Nominated |